# Fangataufa
Fangataufa es un atolón de las Tuamotu, en la Polinesia Francesa. Administrativamente depende de la comuna de Tureia, pero fue cedido por la Asamblea Territorial al Centro de Experimentación del Pacífico, junto con el atolón Mururoa, para que se hicieran pruebas nucleares. Está situado al sureste del archipiélago, a 40 km al sureste de Mururoa.

## Geografía
El atolón tiene forma rectangular de 8.5 km de largo y 7.5 km de ancho, con una superficie de 5 km². La laguna que tiene 45 km², originalmente no tenía ningún paso, pero las fuerzas armadas francesas volaron 400 metros de escollos para abrir uno que facilitase el programa de pruebas nucleares. Es una zona militar con acceso prohibido sin autorización.

## Historia
Fue descubierto en 1826 por  el marino de la Royal Navy y geógrafo inglés Frederick William Beechey. Beechey dirigía una expedición del Almirantazgo en busca del Paso del Noroeste desde la costa oriental (1825-28) y se dirigía al Pacífico Norte. Es uno de los 23 atolones que exploró Beechey en el archipiélago y lo llamó Cockburn Island.
Estuvo habitado en el siglo XX por recolectores de copra. En 1964 fue cedido para ser utilizado como blanco de tiro para el programa nuclear francés. Entre el 1966 y 1996 se practicaron cuatro explosiones Nucleares atmosféricas y 10 subterráneas a una profundidad entre 500 y 700 metros bajo la laguna.